# 세어도
세어도(細於島)는 대한민국 인천광역시 서구 신현원창동에 속하는 섬이다. 면적은 0.408 km2, 해안선 길이는 4.2 km이고, 인구는 2015년을 기준으로 36명의 주민이 거주한다. 현재 인천광역시 서구 관내의 몇 안되는 보존된 섬으로서는 유일한 유인도이다. 한편 소세어도가 딸려있는데 지내섬으로도 불린다.

## 지리
세어도는 인천광역시 서구에서는 가장 북쪽에 외떨어져 있는 섬이다. 이 때문에 전기 공급이 이루어지지 않아 1999년에야 50 kw짜리 자가발전기 1대가 설치되어 오후 5시부터 11시까지 하루 6시간씩 제한적으로 자체 발전을 하였고, 이후 해저케이블이 설치돼 2007년 2월 28일부터 전기가 공급되었다.
특산물로는 바지락과 농어가 있는데, 영종대교와 강화초지대교가 건설되면서 갯벌이 황폐화되어 어획량이 크게 줄었다.
학교는 없다. 폐교된 인천송현초등학교 세어분교의 건물은 현재 세어도 어촌계회관으로 쓰고 있다. 실제 세어도의 생활권으로는 원래는 동구 쪽과 관계가 매우 깊었으나, 현재는 경인 아라뱃길로 인해 단절된 서구의 검암경서동 중 경서동 북부 일부, 시천동, 백석동과 더불어 검단과 같은 생활권으로 분류된다.

### 교통
2010년까지는 가까운 육지에 선착장이 없어서 약 12 km 떨어진 동구 만석동 만석부두에서 1시간 가까이 배를 타야 육지와 오갈 수 있었다. 2011년에 세어도항에서 북동쪽으로 1.5 km 떨어진 수도권매립지 방조제에 세어도선착장이 생겨 육지와의 교통이 좋아졌다. 이후 방문객은 서구 세어도선착장이 경인 아라뱃길 서해갑문의  경인항부두에서 정서진호 운항이 잠정 변경됐으며 사전예약제로 우선승선이 확정되어 운항하고있다. 세어도 섬주민은 서구 세어도 선착장 및 만석동 만석부두 2곳 다 이용할 수 있다. 또한 섬내에는 '세어로'라는 도로가 유일하게 놓여 있다.

## 산책로
|                                                                                  |
| 동서남북의 산책로는 약 5.4km 정도로 이어지며 소세어도로도 걸어서 산책할 수 있다. |

## 같이 보기
- 켬섬
- 인천 서구
- 아라뱃길
- 대송여도 (송여도)
- 수도권 매립지
- 세어로